# Concordato de Viena
El concordato de Viena es un tratado firmado en 1448 por Federico III y el papa Nicolás V, en la ciudad de Aschaffenburg.
Según este concordato el Emperador conservaba la posibilidad de nombrar obispos y abades del territorio del imperio (quedando salva la posibilidad del Papa de nombrar a una persona que considerara «más digna»). Para los demás cargos, tanto el Papa como los funcionarios imperiales alternaban los nombramientos. Se dispensa de impuestos a los clérigos cuya renta sea inferior a 24 florines.
En general, a diferencia del anterior concordato de 1418, el papado obtiene mayores libertades sin que en el texto quede enunciada la necesidad de una reforma de la Iglesia (como había ocurrido antes). 
Gracias a este concordato el emperador fue coronado por el Papa en 1452. El Pontífice se aseguró que no se continuara el proceso de creación de una iglesia nacional en el imperio, idea propulsada por anteriores emperadores tras el Cisma de Occidente, dejando que los electores eclesiásticos hicieran los nombramientos para puestos vacantes durante los tiempos en que al Papa le correspondía nombrar. Así se ganó el apoyo de los electores y pudo mantener dividido internamente al imperio a favor de las políticas papales.